# Corydoras schwartzi
Cá chuột Schwartz (Danh pháp khoa học: Corydoras schwartzi) là một loài cá nước ngọt nhiệt đới thuộc phân loài Corydoradinae của họ Callichthyidae có nguồn gốc ở các vùng nước nội địa ở Nam Mỹ, và được tìm thấy ở lưu vực sông Purus ở Brazil.

## Đặc điểm
Con cá sẽ tăng trưởng và dài lên đến 1,5 inch (3,9 cm). Chúng sống trong một khí hậu nhiệt đới trong nước với một độ PH từ 6.0 - 8.0 pH, độ cứng của nước 2-25 dGH, và một phạm vi nhiệt độ 72-79 °F (22-26 °C). CHúng ăn sâu, động vật giáp xác sống ở đáy, côn trùng và cây cối. Nó đẻ trứng trong thảm thực vật dày đặc và cá lớn không bảo vệ những quả trứng. Cá cái giữ 2-4 quả trứng giữa các vây chậu của nó, khi con đực thụ tinh cho chúng trong khoảng 30 giây là lặp lại một quá trình nhất định để cho khoảng 100 trứng đã được thụ tinh và kèm theo. Cá chuột Schwartz có tầm quan trọng thương mại trong ngành công nghiệp kinh doanh cá cảnh.